# Donegal Creameries
Donegal Creameries est une des plus grosses entreprises agroalimentaires irlandaises. Elle est présente dans trois secteurs principaux : laiterie, agroalimentaire et propriétés de fermes.
Elle a ses sites de récolte en Irlande, au Royaume-Uni et aux Pays-Bas.
Ses sites de production sont centralisés dans le nord-ouest de l'Irlande et elle exporte dans plus de trente pays dans le monde.